# Едж-Гілл (Джорджія)
Едж-Гілл (англ. Edge Hill) — місто (англ. city) в США, в окрузі Ґлескок штату Джорджія. Населення — 22 особи (2020).

## Географія
Едж-Гілл розташований за координатами 33°9′12″ пн. ш. 82°37′30″ зх. д. / 33.15333° пн. ш. 82.62500° зх. д. (33.153421, -82.624989).  За даними Бюро перепису населення США в 2010 році місто мало площу 0,48 км², уся площа — суходіл.

## Демографія
Згідно з переписом 2010 року, у місті мешкали 24 особи в 10 домогосподарствах у складі 6 родин. Густота населення становила 50 осіб/км².  Було 12 помешкання (25/км²).
Расовий склад населення:
| - 100,0 % — білих |

До двох чи більше рас належало 0,0 %. Частка іспаномовних становила 0,0 % від усіх жителів.
За віковим діапазоном населення розподілялося таким чином: 25,0 % — особи молодші 18 років, 54,2 % — особи у віці 18—64 років, 20,8 % — особи у віці 65 років та старші. Медіана віку мешканця становила 43,0 року. На 100 осіб жіночої статі у місті припадало 84,6 чоловіків;  на 100 жінок у віці від 18 років та старших — 100,0 чоловіків також старших 18 років.
Цивільне працевлаштоване населення становило 15 осіб. Основні галузі зайнятості: виробництво — 40,0 %, освіта, охорона здоров'я та соціальна допомога — 40,0 %, публічна адміністрація — 13,3 %, транспорт — 6,7 %.